# Ina Balint-Eck

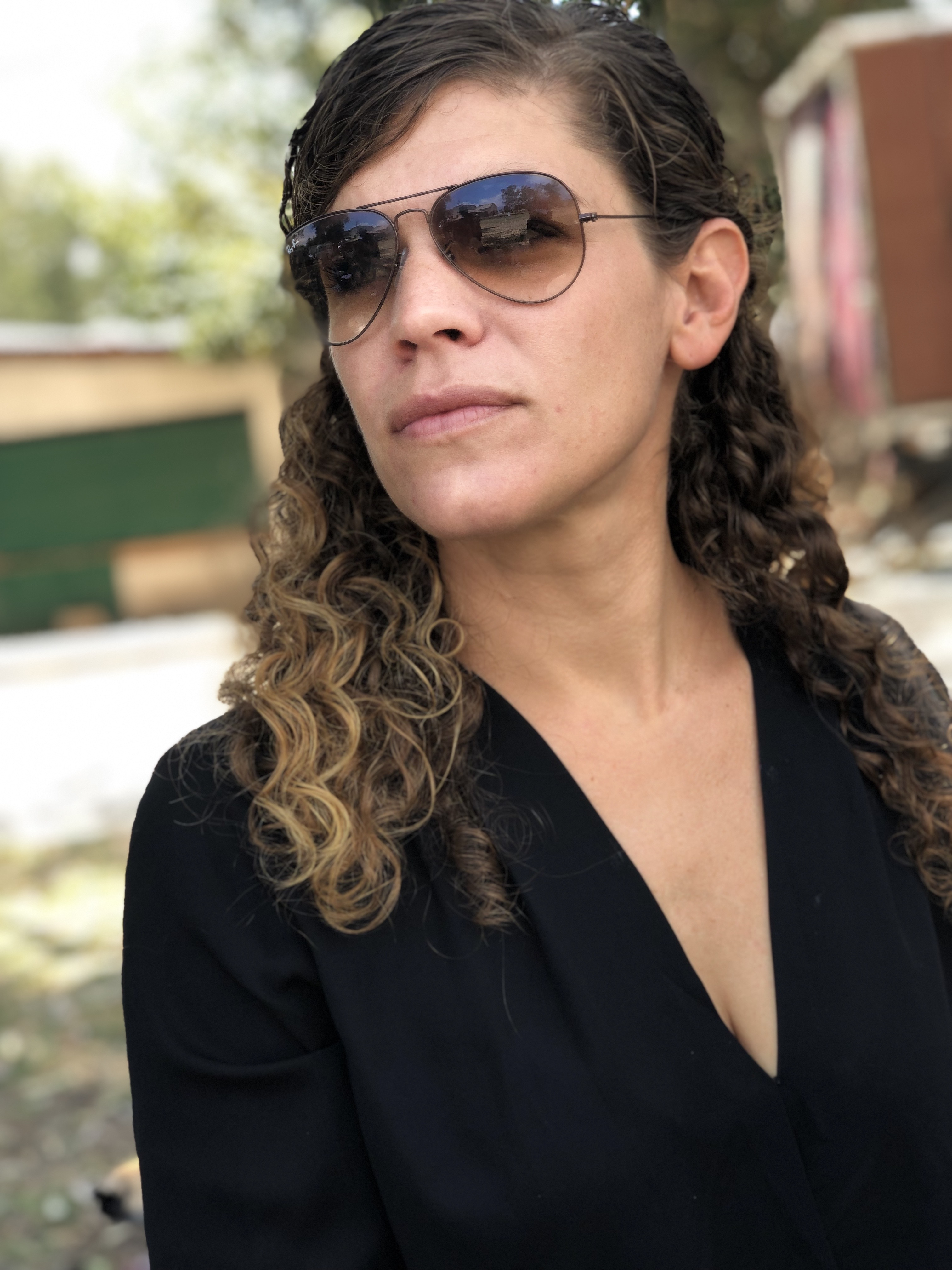
Ina Balint-Eck in 2019

Ina Balint-Eck (* 16. März 1982 in Münster) ist eine deutsche Filmproduzentin, Regisseurin und Schauspielerin.

## Karriere
Ina Balint-Eck wurde als Tochter der Lehrer Karin und Peter Balint geboren. Sie begann ihre Karriere in der TV- und Filmbranche im Alter von 15 Jahren mit einer der Hauptrollen in dem Jugendfilm „Freundinnen & andere Monster“. Es folgten weitere Engagements als Schauspielerin in Film- und TV-Produktionen, wie „Sissis kleine Schwester“, „Tatort“, „Unser Charly“ und „SK Kölsch“. Im Jahr 2000 folgte der Einstieg hinter der Kamera als Materialassistentin bei der Bavaria Film in München, bevor Ina Balint-Eck 2001 als Redakteurin bei Endemol für Produktionen wie „Nur die Liebe zählt“ oder „Rosen vom Ex“ arbeitete. Im Jahr 2004 war sie als Regieassistentin für die ARD-Vorabendserie „Berlin, Berlin“ tätig.
Als Producerin betreute Ina Balint-Eck ab 2004 vier Jahre lang eine wöchentliche ZDF-Wiso-Reihe mit dem Journalisten Ulrich Kienzle. Es folgten weitere Positionen als Producerin, Regisseurin, Executive Producerin und Creative Director bei verschiedenen deutschen Produktionsfirmen.
Ina Balint-Eck gründete im Oktober 2018 zusammen mit Oliver Fuchs das Medienunternehmen Fabiola GmbH mit Sitz in Köln. Zu den Gesellschaftern und Gründungsmitgliedern von Fabiola gehören neben Oliver Fuchs und Ina Balint-Eck die belgischen Produktionsunternehmen Woestijnvis, Lecter Media und De Mensen.

## Filmografie (Auswahl)

### Als Schauspielerin
- 1997: Freundinnen und andere Monster
- 2001: Sissis kleine Schwester
- 2001: SK Kölsch
- 2001: Tatort – Gewaltfieber
- 2003: Die Rettungsflieger
- 2009: Zwei Ärzte sind einer zu viel
- 2010: Unser Charly[7]

### Regisseurin und Produzentin
- 2009: Hannah Montana – die Fanshow (Show, Disney, Super RTL)
- 2011: X:enius (Wissensmagazin, Arte)
- 2013: Die große Show der Naturwunder (Unterhaltungs-Show, ARD)
- 2014: WISO (MAZ Regie, Wirtschafts- und Verbrauchermagazin, ZDF)
- 2015: Starbiathlon (Unterhaltungs-Show ARD)
- 2016: Diktator[8] (Social Experiment, ZDFneo)
- 2016: #OMG[9] (Sketchcomedy, funk)
- 2017: Freaks[10] (Mini-Serie, funk)
- 2017: Phil Laude Kanal (Youtube channel, funk)
- 2018: No more Boys and Girls[11] (Social Experiment mit Collien Ulmen-Fernandes, ZDFneo)
- 2019: Jenke ohne Grenzen (Dokumentation mit Jenke vom Wilmsdorff, TVnow)
- 2019: Generation Helikoptereltern[12] (Social Experiment mit Collien Ulmen-Fernandes, ZDFneo)
- 2020: Der Germinator[13] (Dokumentation Reality, DMAX)
- 2020: Die Höhler der Lügen[14] (Show mit Laura Karasek, ZDFneo)
- 2020: The Mole[15] (Reality Show, SAT.1)
- 2020: Familien allein zu Haus[16] (Dokumentation, ZDFneo)
- 2020: Late Night Alter[17][18] (Late-Night-Show mit Ariane Alter, ZDFneo)
- 2021: 99 eine:r schlägt sie alle[19] (Gameshow mit Florian Schmidt-Sommerfeld und Johanna Klum, SAT.1)
- 2022: Der unfassbar schlauste Mensch der Welt (Quizshow mit Hans Sigl, RTL)[20]
- 2023: Einsame Herzen (Sketch-Comedy Serie, ZDFmediathek) mit Freshtorge
- 2025: Einsame Herzen – Das Love Camp (Comedyserie, ZDFmediathek) mit Freshtorge